# Georges Dorly
Georges Dorly, né le 5 mai 1867 à Vinay (Isère) et mort le 14 septembre 1950 à Saint-Marcellin (Isère), est un homme politique français. 

## Biographie
Georges Dorly est le fils d'un limonadier, il fait ses études à l'École nationale vétérinaire de Lyon dont il est diplômé.
Il s'installe à Saint-Marcellin, devient conseiller municipal en 1904, puis conseiller général du Canton de Saint-Marcellin, et il est élu maire à la suite des municipales de 1919. 
Aux législatives de 1924, il figure en 3e position sur la liste du Bloc des gauches et est élu avec 67.442 voix sur 126.927 votants.
Georges Dorly se présente dans la circonscription de Saint-Marcellin pour les élections législatives de 1928, mais il n'obtient que 3.905 voix sur 17.107 votants, et ne maintint pas pour le second tour. Il prit alors la décision de ne plus se présenter aux élections législatives mais il reste maire jusqu'à la fin de la Seconde Guerre mondiale ; jamais il ne cacha son animosité pour le Régime de Vichy.

## Détail des fonctions et des mandats
Mandats locaux
- 1904 - : Conseiller municipal de Saint-Marcellin
- 1919 - 1945 : Maire de Saint-Marcellin
- 1911 - 1940 : Conseiller général du Canton de Saint-Marcellin

Mandat parlementaire
- 11 mai 1924 - 31 mai 1928 : Député de l'Isère

## Sources
- « Georges Dorly », dans le Dictionnaire des parlementaires français (1889-1940), sous la direction de Jean Jolly, PUF, 1960 [détail de l’édition]